# Castelo Tantallon

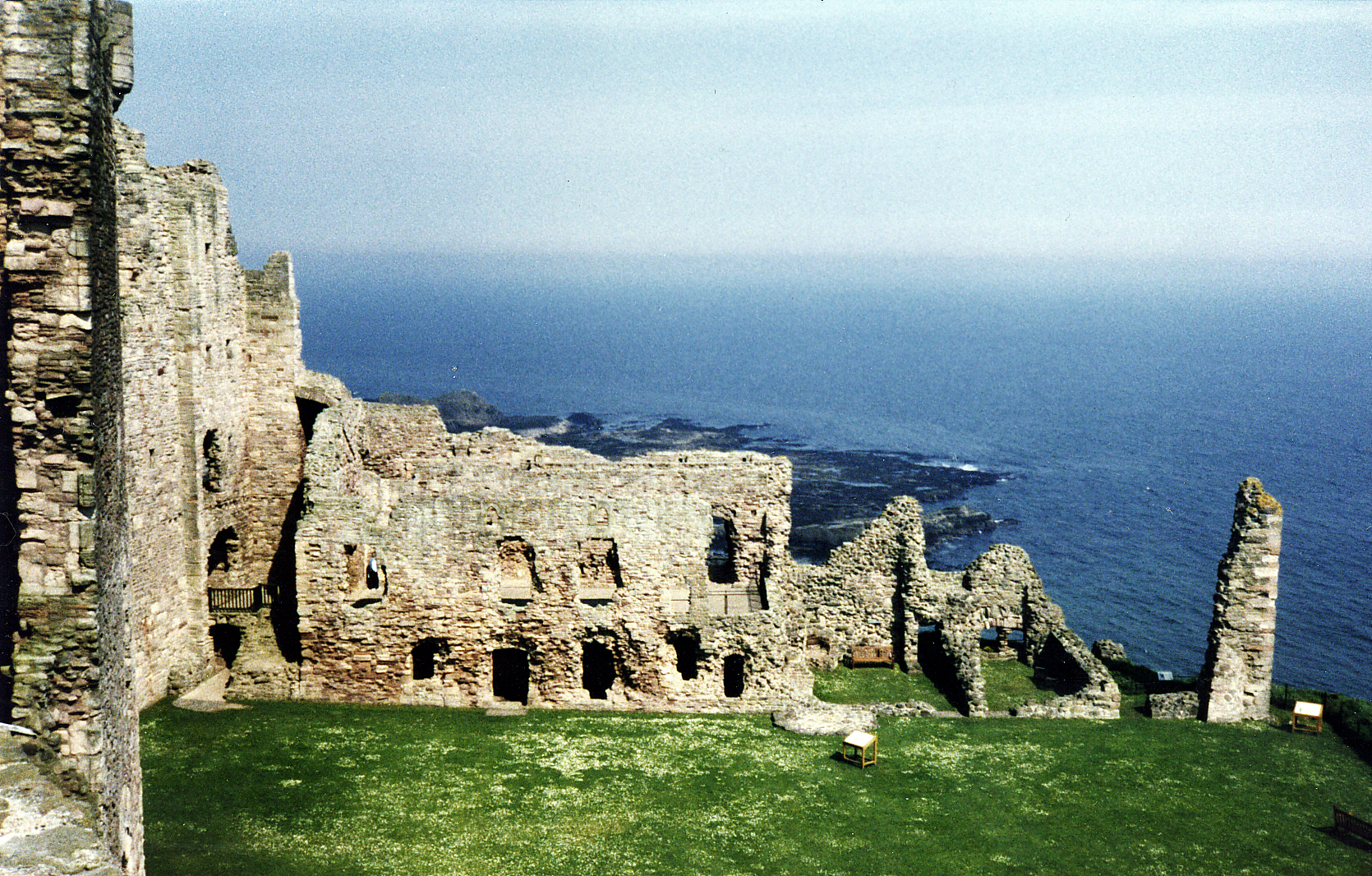
Castelo Tantallon, Escócia.

O Castelo Tantallon localiza-se a Leste de North Berwick, na Escócia, e foi construído por volta de 1350.
Ergue-se em posição dominante no topo dos penhascos no estuário de Forth. Esta formidável fortificação foi a base dos Douglas, condes de Angus. Serviu como fortificação senhorial por mais de três séculos. Palco de cenas de violência, suportou frequentes cercos, sendo os três maiores em 1491, 1528 e 1651. Neste último, o exército sob o comando de Oliver Cromwell destruiu-o.
É considerado como o último grande castelo construído na Escócia, caracterizando-se por espessas paredes de pedra e grandes torres.
Em nossos dias serviu como locação para a série infantil de televisão Shoebox Zoo.